# Х-58
Х-58 (за класифікацією НАТО — AS-11 Kilter, «виріб 112», «виріб Д-7») — протирадіолокаційна ракета, прийнята на озброєння РА СРСР в 1980 році. Х-58У (уніфікована) — ракета з розширеним діапазоном літер частот протирадіолокаційної голівки самонаведення. На ракеті встановлено новий двигун, збільшена дальність. Прийнята на озброєння на початку 90-х років.
Призначена для знищення радіолокаційних станцій зенітних ракетних комплексів без входження літака-носія в їх зону ураження.

## Характеристики
Висота пусків — від 100 м до 22 км. Максимальна дальність пуску з висоти 100 м складає 60 км, з 10 км — 250 км. Швидкість польоту ракети — 3 Маха (до 4200 км/год). Стартова маса — 650 кг.
Фугасна БЧ масою 149 кг з 58,5 кг вибухової речовини оснащена лазерним неконтактним детонатором РОР-20, що спрацьовує при прольоті над ціллю на висоті до 5 м, а також електромеханічним вибуховим пристроєм з інерційними датчиками, що спрацьовують від перевантажень при прямому влученні. Передбачалось також оснащення Х-58У ядерною бойовою частиною.
До складу ракетного комплексу входить сама ракета, універсальний підвісний контейнер, авіаційний катапультний прилад, пульт оператора та індикатор цілі.
Цілевказання здійснюється до запуску від бортового датчика або підвісної станції. Головка самонаведення (ГСН) ракети може наводитися на РЛС, що працюють в імпульсному режимі і в режимі постійної перебудови частоти (в межах робочого діапазону головки).
Після пуску ракети літак-носій участі в наведенні не бере.
За заявленими тактико-технічними характеристиками, бойове застосування ракети забезпечується за будь яких метереологічних умов (дощ, сніг, туман), у будь яку пору року без обмежень за географічною широтою місця пуску.

## Склад комплексу
До складу ракетного комплексу входить сама ракета, універсальний підвісний контейнер, авіаційний катапультний прилад, пульт оператора та індикатор цілі.
Ракета Х-58У програмується перед пуском вбудованою спецапаратурою розвідки та цілевказання «Фантасмагория» або «Вьюга».
На Су-24М для можливості використання протирадіолокаційних ракет Х-58У встановлюється апаратура «Фантасмагорія» у двох комплектаціях змінних контейнерів «А», «В» та «С» (вироби Л-080 та Л-081), в залежності від типу та літери РЛС-цілі.

## Оператори

### Україна
Під час передачі чергового відремонтованого у 2019 році бомбардувальника Су-24М він був помічений з апаратурою «Фантасмагория».
Державний науково-дослідний інститут випробувань і сертифікації ОВТ залучений для проведення низки випробувань та робіт з науково-технічного супроводження в рамках виконання дослідно-конструкторських робіт по модернізації.